# Godfrey Township (Minnesota)
Godfrey Township è una township nella Contea di Polk in Minnesota, Stati Uniti d'America. Fa parte della area metropolitana Grand Forks-ND-MN. La popolazione era di 327 persone al censimento del 2000.
Godfrey Township venne istituita nel 1881 ed intitolata a Warren N. Godfrey, un colono pioniere.

## Geografia
Secondo lo United States Census Bureau, ha una superficie totale di 93,1 km² (35,9 miglia quadrate), di cui 89,3 km² (34,5 miglia quadrate) di suolo e 3,8 km² (1,5 miglia quadre) (il 4,12%) di acque.

## Società

### Evoluzione demografica
Secondo il censimento del 2000, erano presenti 327 persone, 124 households (gruppi di persone abitanti nella stessa casa, anche se non appartenenti necessariamente alla stessa famiglia, o anche persone singole abitanti in una casa) e 98 famiglie residenti nella township. La densità di popolazione era di 3,7 ab./km² (9,5 ab./miglio quadrato). C'erano 291 unità abitative con una densità media di 3,3/km² (8,4/mi²). La composizione razziale della township era: 99,39% bianchi e 0,61% di sangue misto tra due o più razze.
Delle 124 households, il 31,5% aveva bambini di età inferiore ai 18 anni al proprio interno, il 73,4% erano coppie sposate che vivevano insieme, il 4,8% aveva una donna senza un marito e il 20,2% erano non-famiglie. Il 16,9% di tutte le households era composto da singoli e il 9,7% aveva una persona che viveva da sola e che aveva 65 anni o più. In media, una household comprendeva 2,64 persone, mentre una famiglia 2,96 persone.
Nella township, la popolazione era distribuita con il 24,5% sotto i 18 anni, l'8.3% dai 18 ai 24 anni, il 19,0% dai 25 ai 44 anni, il 27,5% dai 45 ai 64 anni e il 20,8% di età pari o superiore a 65 anni. L'età media era 44 anni. Per ogni 100 femmine, c'erano 100,6 maschi. Per ogni 100 femmine di 18 anni o più, c'erano 97,6 maschi.
Il reddito medio per una household nella township era $42273 e quello per una famiglia era $47500. I maschi avevano un reddito medio di $29583 contro $26667 per le femmine. Il reddito pro capite per la township era $25283. Circa il 2,2% delle famiglie e l'1,9% delle persone era sotto la soglia di povertà, nessuna delle quali minori di 18 anni e il 4,2% delle quali di età pari o superiore a 65 anni.